# Formula–1-es rekordok
A lista az 1950 óta felállított Formula–1-es rekordokat tartalmazza. A félkövérrel jelzett csapatok, versenyzők, gumik jelenleg is szerepelnek a Formula–1-ben.

## Konstruktőri rekordok

### Összes verseny száma
|    | Csapat    | Részvétel | Rajtok | Szezon                          |
| -- | --------- | --------- | ------ | ------------------------------- |
| 1  | Ferrari   | 1091      | 1089   | 1950–2024                       |
| 2  | McLaren   | 965       | 961    | 1966–2024                       |
| 3  | Williams  | 818       | 817    | 1978–2024                       |
| 4  | Lotus     | 491       | 489    | 1958–1994                       |
| 5  | / Sauber  | 477       | 474    | 1993––2018, 2024                |
| 6  | Tyrrell   | 433       | 430    | 1970–1998                       |
| 7  | / Renault | 403       | 400    | 1977–1985, 2002–2011, 2016–2020 |
| 8  | Brabham   | 403       | 394    | 1962–1987, 1989–1992            |
| 9  | Arrows    | 394       | 382    | 1978–2002                       |
| 10 | Red Bull  | 385       | 384    | 2005–2024                       |

A 2024-es holland nagydíj után frissítve.

### Futamgyőzelmek

#### Összes győzelem
|    | Csapat     | Szezon                          | Győzelem |
| -- | ---------- | ------------------------------- | -------- |
| 1  | Ferrari    | 1950–2024                       | 245      |
| 2  | McLaren    | 1966–2024                       | 186      |
| 3  | Mercedes   | 1954–1955, 2010–2024            | 128      |
| 4  | Red Bull   | 2005–2024                       | 120      |
| 5  | Williams   | 1978–2024                       | 114      |
| 6  | Lotus      | 1958–1994                       | 79       |
| 7  | Brabham    | 1962–1987, 1989–1992            | 35       |
| 7  | / Renault  | 1977–1985, 2002–2011, 2016–2020 | 35       |
| 9  | / Benetton | 1986–2001                       | 27       |
| 10 | Tyrrell    | 1970–1998                       | 23       |

A 2024-es holland nagydíj után frissítve.

#### Legtöbb győzelem egy szezonban
|    | Csapat   | Szezon | Versenyek | Győzelmek | Százalék |
| -- | -------- | ------ | --------- | --------- | -------- |
| 1  | Red Bull | 2023   | 22        | 21        | 95,45%   |
| 2  | Mercedes | 2016   | 21        | 19        | 90,48%   |
| 3  | Red Bull | 2022   | 22        | 17        | 77,27%   |
| 4  | Mercedes | 2014   | 19        | 16        | 84,21%   |
| 4  | Mercedes | 2015   | 19        | 16        | 84,21%   |
| 6  | McLaren  | 1988   | 16        | 15        | 93,75%   |
| 6  | Ferrari  | 2002   | 17        | 15        | 88,24%   |
| 6  | Ferrari  | 2004   | 18        | 15        | 83,33%   |
| 6  | Mercedes | 2019   | 21        | 15        | 71,43%   |
| 10 | Red Bull | 2013   | 19        | 13        | 68,42%   |
| 10 | Mercedes | 2020   | 17        | 13        | 76,47%   |

A 2023-as abu-dzabi nagydíj után frissítve.

#### A győzelmek százalékos aránya egy szezonban
|    | Csapat     | Szezon | Verseny | Győzelem | Százalék |
| -- | ---------- | ------ | ------- | -------- | -------- |
| 1  | Red Bull   | 2023   | 22      | 21       | 95,45%   |
| 2  | McLaren    | 1988   | 16      | 15       | 93,75%   |
| 3  | Mercedes   | 2016   | 21      | 19       | 90,48%   |
| 4  | Ferrari    | 2002   | 17      | 15       | 88,24%   |
| 5  | Ferrari    | 1952   | 8       | 7        | 87,5%    |
| 6  | Alfa Romeo | 1950   | 7       | 6        | 85,71%   |
| 7  | Mercedes   | 2014   | 19      | 16       | 84,21%   |
| 7  | Mercedes   | 2015   | 19      | 16       | 84,21%   |
| 9  | Ferrari    | 2004   | 18      | 15       | 83,33%   |
| 10 | Ferrari    | 1953   | 9       | 7        | 77,78%   |

Az Alfa Romeo 1950-es teljesítményét egyes források 100%-osnak tekintik, mivel egyedül az Indianapolisi 500 versenyt nem nyerték meg, amin – a többi európai csapathoz hasonlóan – nem vettek részt.
A 2023-as abu-dzabi nagydíj után frissítve.

#### Legtöbb egymás utáni győzelem
|   | Csapat   | Szezon(ok) | Győzelem | Megnyert Nagydíjak                                     |
| - | -------- | ---------- | -------- | ------------------------------------------------------ |
| 1 | Red Bull | 2022-2023  | 15       | 2022-es abu-dzabi nagydíj - 2023-as olasz nagydíj      |
| 2 | McLaren  | 1988       | 11       | 1988-as brazil nagydíj - 1988-as belga nagydíj         |
| 3 | Ferrari  | 2002       | 10       | 2002-es kanadai nagydíj - 2002-es japán nagydíj        |
| 3 | Mercedes | 2015-2016  | 10       | 2015-ös japán nagydíj - 2016-os orosz nagydíj          |
| 3 | Mercedes | 2016       | 10       | 2016-os monacói nagydíj - 2016-os szingapúri nagydíj   |
| 3 | Mercedes | 2018-2019  | 10       | 2018-as brazil nagydíj - 2019-es francia nagydíj       |
| 7 | Red Bull | 2013       | 9        | 2013-as belga nagydíj - 2013-as brazil nagydíj         |
| 7 | Red Bull | 2022       | 9        | 2022-es francia nagydíj - 2022-es mexikóvárosi nagydíj |
| 9 | McLaren  | 1984-1985  | 8        | 1984-es brit nagydíj, Német - 1985-ös brazil nagydíj   |
| 9 | Ferrari  | 2003-2004  | 8        | 2003-as olasz nagydíj- 204-es spanyol nagydíj          |
| 9 | Mercedes | 2014-2015  | 8        | 2014-es olasz nagydíj - 2015-ös ausztrál nagydíj       |

A 2023-as abu-dzabi nagydíj után frissítve.

### Dobogós helyezések

#### Dobogós helyek száma
|    | Csapat     | Dobogós helyek száma | Szezonok                        |
| -- | ---------- | -------------------- | ------------------------------- |
| 1  | Ferrari    | 824                  | 1950-2024                       |
| 2  | McLaren    | 524                  | 1966-2024                       |
| 3  | Williams   | 313                  | 1978-2024                       |
| 4  | Mercedes   | 298                  | 1954-1955, 2010-2024            |
| 5  | Red Bull   | 282                  | 2005-2024                       |
| 6  | Lotus      | 197                  | 1958-1994, 2010-2015            |
| 7  | Brabham    | 124                  | 1962-1987, 1989-1992            |
| 8  | Renault    | 103                  | 1977-1985, 2002-2011, 2016-2020 |
| 9  | / Benetton | 102                  | 1986-2001                       |
| 10 | Tyrrell    | 77                   | 1970-1998                       |

A 2024-es abu-dzabi nagydíj után frissítve.

#### Egymást követő dobogós versenyek
|   | Csapat    | Dobogós helyek száma | Szezon(ok) | Versenyek                          |
| - | --------- | -------------------- | ---------- | ---------------------------------- |
| 1 | Ferrari   | 53                   | 1999-2002  | '99 Maláj-'02 Japán                |
| 2 | Mercedes  | 28                   | 2014-2015  | '14 Ausztrál–'15 Brit              |
| 3 | Ferrari   | 22                   | 2003-2005  | '03 Olasz-'05 Ausztrál             |
| 3 | Mercedes  | 22                   | 2017-2018  | '17 Kanadai–'18 Francia            |
| 5 | Mercedes  | 21                   | 2016-2017  | '16 Monaco–'17 Spanyol             |
| 6 | McLaren   | 19                   | 2007-2008  | '07 Ausztrál-'08 Maláj             |
| 6 | Red Bull  | 19                   | 2010–2011  | '10 Brazil–'11 Indiai              |
| 6 | Red Bull  | 19                   | 2022       | '22 Szaúd-arábiai–'22 Mexikóvárosi |
| 9 | Williams  | 17                   | 1993-1994  | '93 Dél-Afrikai-'94 Brazil         |
| 9 | / Renault | 17                   | 2005-2006  | '05 Török-'06 Francia              |
| 9 | Mercedes  | 17                   | 2021-2022  | '21 Francia–'22 Bahreini           |

* A sorozat folyamatban.

A 2023-as abu-dzabi nagydíj után frissítve.

### Pole Pozíciók

#### Összes pole pozíció
|    | Csapat     | Szezonok                        | Pole-ok |
| -- | ---------- | ------------------------------- | ------- |
| 1  | Ferrari    | 1950-2024                       | 253     |
| 2  | McLaren    | 1966-2024                       | 164     |
| 3  | Mercedes   | 1954–1955, 2010–2024            | 141     |
| 4  | Williams   | 1978-2024                       | 128     |
| 5  | Lotus      | 1958-1994, 2010-2015            | 107     |
| 6  | Red Bull   | 2005–2024                       | 103     |
| 7  | / Renault  | 1977-1985, 2002-2011, 2016-2020 | 51      |
| 8  | Brabham    | 1962-1987, 1989-1992            | 39      |
| 9  | / Benetton | 1986-2001                       | 15      |
| 10 | Tyrrell    | 1970-1998                       | 14      |

A 2024-es abu-dzabi nagydíj után frissítve.

#### Legtöbb pole pozíció egy szezonban
|    | Csapat   | Szezon | Verseny | Pole | Százalék |
| -- | -------- | ------ | ------- | ---- | -------- |
| 1  | Mercedes | 2016   | 21      | 20   | 95,24%   |
| 2  | Red Bull | 2011   | 19      | 18   | 94,74%   |
| 2  | Mercedes | 2014   | 19      | 18   | 94,74%   |
| 2  | Mercedes | 2015   | 19      | 18   | 94,74%   |
| 5  | McLaren  | 1988   | 16      | 15   | 93,75%   |
| 5  | McLaren  | 1989   | 16      | 15   | 93,75%   |
| 5  | Williams | 1992   | 16      | 15   | 93,75%   |
| 5  | Williams | 1993   | 16      | 15   | 93,75%   |
| 9  | Red Bull | 2010   | 19      | 15   | 78,95%   |
| 10 | Mercedes | 2017   | 20      | 15   | 75,00%   |

A 2023-as abu-dzabi nagydíj után frissítve.

### Leggyorsabb körök

#### Összes leggyorsabb kör
|    | Csapat     | Szezonok                        | Leggyorsabb körök |
| -- | ---------- | ------------------------------- | ----------------- |
| 1  | Ferrari    | 1950-2024                       | 263               |
| 2  | McLaren    | 1966-2024                       | 172               |
| 3  | Williams   | 1978-2024                       | 133               |
| 4  | Mercedes   | 1954-1955, 2010-2024            | 109               |
| 5  | Red Bull   | 2005–2024                       | 99                |
| 6  | Lotus      | 1958-1994, 2010-2015            | 76                |
| 7  | Brabham    | 1962-1987, 1989-1992            | 41                |
| 8  | / Benetton | 1986-2001                       | 36                |
| 9  | / Renault  | 1977-1985, 2002-2011, 2016-2020 | 33                |
| 10 | Tyrrell    | 1970-1998                       | 20                |

A 2024-es abu-dzabi nagydíj után frissítve.

### Pontok
A pontozási rendszert 1950 óta már sokszor megváltoztatták, ehhez lásd a Formula–1-es pontozási rendszer szócikket.
A sorozatban gyűjtött pontok rekordját a Ferrari tartja, akik a 2010-es német nagydíj és a 2014-es szingapúri nagydíj között minden futamon szereztek pontot, ez sorozatban 81 futamot jelent. Ez a sorozat a 2014-es japán nagydíjon szakadt meg.

#### Összes pont
|    | Csapat      | Konstruktőri pontok |
| -- | ----------- | ------------------- |
| 1  | Ferrari     | 10324               |
| 2  | Red Bull    | 7837                |
| 3  | Mercedes    | 7690.5              |
| 4  | McLaren     | 6957.5              |
| 5  | Williams    | 3637                |
| 6  | Lotus       | 2074                |
| 7  | / Renault   | 1777                |
| 8  | Force India | 1039                |
| 9  | Brabham     | 864                 |
| 10 | / Benetton  | 851.5               |

A 2024-es abu-dzabi nagydíj után frissítve.

#### Legtöbb pont egy szezonban
|    | Csapat   | Pont | Szezon | Helyezés | Verseny | Átlag |
| -- | -------- | ---- | ------ | -------- | ------- | ----- |
| 1  | Red Bull | 860  | 2023   | 1.       | 22      | 39.09 |
| 2  | Mercedes | 765  | 2016   | 1.       | 21      | 36.42 |
| 3  | Red Bull | 759  | 2022   | 1.       | 22      | 34.50 |
| 4  | Mercedes | 739  | 2019   | 1.       | 21      | 35.19 |
| 5  | Mercedes | 703  | 2015   | 1.       | 19      | 37.00 |
| 6  | Mercedes | 701  | 2014   | 1.       | 19      | 36.89 |
| 7  | Mercedes | 668  | 2017   | 1.       | 20      | 33.40 |
| 8  | McLaren  | 666  | 2024   | 1.       | 24      | 27.75 |
| 9  | Mercedes | 655  | 2018   | 1.       | 21      | 31.19 |
| 10 | Ferrari  | 652  | 2024   | 2.       | 24      | 27.16 |

A 2024-es abu-dzabi nagydíj után frissítve.

### Versenyzői világbajnoki cím
|   | Csapat     | Száma | Szezonok                                                                                 |
| - | ---------- | ----- | ---------------------------------------------------------------------------------------- |
| 1 | Ferrari    | 15    | 1952, 1953, 1956, 1958, 1961, 1964, 1975, 1977, 1979, 2000, 2001, 2002, 2003, 2004, 2007 |
| 2 | McLaren    | 12    | 1974, 1976, 1984, 1985, 1986, 1988, 1989, 1990, 1991, 1998, 1999, 2008                   |
| 3 | Mercedes   | 9     | 1954, 1955, 2014, 2015, 2016, 2017, 2018, 2019, 2020                                     |
| 4 | Red Bull   | 8     | 2010, 2011, 2012, 2013, 2021, 2022, 2023, 2024                                           |
| 5 | Williams   | 7     | 1980, 1982, 1987, 1992, 1993, 1996, 1997                                                 |
| 6 | Lotus      | 6     | 1963, 1965, 1968, 1970, 1972, 1978                                                       |
| 7 | Brabham    | 4     | 1966, 1967, 1981, 1983                                                                   |
| 8 | Alfa Romeo | 2     | 1950, 1951                                                                               |
| 8 | Maserati   | 2     | 1954, 1957                                                                               |
| 8 | Cooper     | 2     | 1959, 1960                                                                               |
| 8 | Tyrrell    | 2     | 1971, 1973                                                                               |
| 8 | / Benetton | 2     | 1994, 1995                                                                               |
| 8 | Renault    | 2     | 2005, 2006                                                                               |

A 2024-es abu-dzabi nagydíj után frissítve.

### Konstruktőri bajnoki cím

#### Összes cím
|    | Csapat     | Száma | Szezonok                                                                                       |
| -- | ---------- | ----- | ---------------------------------------------------------------------------------------------- |
| 1  | Ferrari    | 16    | 1961, 1964, 1975, 1976, 1977, 1979, 1982, 1983, 1999, 2000, 2001, 2002, 2003, 2004, 2007, 2008 |
| 2  | Williams   | 9     | 1980, 1981, 1986, 1987, 1992, 1993, 1994, 1996, 1997                                           |
| 2  | McLaren    | 9     | 1974, 1984, 1985, 1988, 1989, 1990, 1991, 1998, 2024                                           |
| 4  | Mercedes   | 8     | 2014, 2015, 2016, 2017, 2018, 2019, 2020, 2021                                                 |
| 5  | Lotus      | 7     | 1963, 1965, 1968, 1970, 1972, 1973, 1978                                                       |
| 6  | Red Bull   | 6     | 2010, 2011, 2012, 2013, 2022, 2023                                                             |
| 7  | Cooper     | 2     | 1959, 1960                                                                                     |
| 7  | Brabham    | 2     | 1966, 1967                                                                                     |
| 7  | Renault    | 2     | 2005, 2006                                                                                     |
| 10 | Vanwall    | 1     | 1958                                                                                           |
| 10 | BRM        | 1     | 1962                                                                                           |
| 10 | Matra      | 1     | 1969                                                                                           |
| 10 | Tyrrell    | 1     | 1971                                                                                           |
| 10 | / Benetton | 1     | 1995                                                                                           |
| 10 | Brawn      | 1     | 2009                                                                                           |

A 2024-es abu-dzabi nagydíj után frissítve.

#### Duplázások
Egyéni és konstruktőri bajnoki cím megnyerése ugyanabban az évben.
A 2014-es abu-dzabi nagydíj után frissítve.

## Gumi rekordok
|   | Gumi        | Szezonok                                   | Startok | Győzelmek | Egyedüli beszállító      | Első győzelem  | Utolsó győzelem | Egyéni cím | Konstruktőri cím |
| - | ----------- | ------------------------------------------ | ------- | --------- | ------------------------ | -------------- | --------------- | ---------- | ---------------- |
| 1 | Goodyear    | 1959 – 1998                                | 493     | 368       | 113 1987–1988, 1992-1996 | 1965, Mexikói  | 1998, Olasz     | 24         | 26               |
| 2 | Bridgestone | 1976 – 1977 1997 – 2010                    | 244     | 175       | 116 1999-2000 2007-2010  | 1998, Ausztrál | 2010, Abu Dzabi | 11         | 11               |
| 3 | Pirelli     | 1950 – 1958 1981 – 1986 1989 – 1991 2011 – | 277     | 121       | 77 2011-                 | 1950, Brit     | 2021, Abu-Dzabi | 10         | 4                |
| 4 | Michelin    | 1977 – 1984 2001 – 2006                    | 215     | 102       | 0                        | 1978, Brazil   | 2006, Japán     | 6          | 4                |
| 5 | Dunlop      | 1950 – 1970 1976 – 1977                    | 175     | 83        | 0                        | 1958, Monacói  | 1970, Belga     | 8          | 9                |
| 6 | Firestone   | 1950 – 1975                                | 121     | 49        | 11*                      | 1950, Indy 500 | 1972, Olasz     | 4          | 3                |
| 7 | Continental | 1954 – 1958                                | 13      | 10        | 0                        | 1954, Francia  | 1958, Argentin  | 2          | 0                |
| 8 | Englebert   | 1950 – 1958                                | 61      | 8         | 0                        | 1955, Monacói  | 1958, Brit      | 2          | 0                |
| 9 | Avon        | 1954 – 1958 1981 – 1982                    | 29      | 0         | 0                        | –              | –               | 0          | 0                |

* Az Indianapolis 500 futamain, 1950 és 1960 között

## Verseny rekordok
| Leírás                                      | Rekord                                | Részletek |
| ------------------------------------------- | ------------------------------------- | --- |
| Legtöbb kieső                               | 25                                    | 1951-es indianapolisi 500 (a 33 indulóból - 75,8%) |
| Legkevesebb kieső                           | 0                                     | 1961-es Formula–1 holland nagydíj (15 induló) 2005-ös Formula–1 olasz nagydíj (20 induló) 2005-ös Formula–1 amerikai nagydíj (6 induló) 2011-es Formula–1 európai nagydíj (24 induló) |
| Legtöbb beérő                               | 24                                    | 2011-es Formula–1 európai nagydíj (24 induló) |
| Legkevesebb beérő                           | 3                                     | 1996-os Formula–1 monacói nagydíj (21 induló, 7 versenyzőt értékeltek, hárman értek át a célvonalon)                                                                                  |
| Legtöbb boxkiállás                          | 88                                    | 2011-es Formula–1 magyar nagydíj |
| Legkevesebb boxkiállás                      | 0                                     | 1961-es Formula–1 holland nagydíj |
| Legkisebb győzelmi különbség                | 0.01 másodperc                        | 1971-es Formula–1 olasz nagydíj ( Peter Gethin Ronnie Peterson előtt) további befutók közötti különbség: 1.-3. (0.09 s); 1.-4. (0.18 s); 1.-5. (0.61 s)                               |
| Legnagyobb győzelmi különbség               | 2 kör                                 | 1969-es Formula–1 spanyol nagydíj ( Jackie Stewart Bruce McLaren előtt) 1995-ös Formula–1 ausztrál nagydíj ( Damon Hill Olivier Panis előtt)                                          |
| Legnagyobb átlagsebesség                    | 247.585 km/h                          | 2003-as Formula–1 olasz nagydíj ( Michael Schumacher) |
| Legtöbb verseny egy szezonban               | 21                                    | 2016 2018 |
| Legkevesebb verseny egy szezonban           | 7                                     | 1950, 1955 |
| Legrövidebb verseny                         | 14 kör, 24 perc 34.899 másodperc      | 1991-es Formula–1 ausztrál nagydíj |
| Leghosszabb verseny                         | 70 kör, 4 óra 4 perc 39.537 másodperc | 2011-es Formula–1 kanadai nagydíj |
| Legtöbbször megrendezett verseny            | 65                                    | brit nagydíj, olasz nagydíj, 1950–2014 |
| Legtöbb versenynek otthont adó pálya        | 64                                    | Monza, olasz nagydíj 1950–1979, 1981–2014 |
| Legtöbb helyszínen rendezett verseny        | 7                                     | francia nagydíj: Clermont-Ferrand, Dijon, Le Castellet, Le Mans, Magny-Cours, Reims, Rouen                                                                                            |
| A 2017-es abu-dzabi nagydíj után frissítve. |                                       | |

1. ↑  A Sauber svájci engedéllyel versenyzett 1993 és 2005 között, illetve 2010-től 2018-ig, német engedéllyel futott 2006 és 2009 között BMW Sauber-ként
2. ↑  https://www.statsf1.com/en/statistiques/constructeur/gp/nombre.aspx
3. 1 2 3 4 5 6  A Renault 1977 és 2010 között francia, 2011-ben pedig brit licenccel versenyzett.
4. 1 2 3 4 5 6 7  A Benetton 1986-tól 1995-ig brit engedéllyel, 1996-tól 2001-ig olasz engedéllyel versenyzett
5. ↑  https://www.statsf1.com/en/statistiques/constructeur/victoire/nombre.aspx
6. 1 2  https://www.statsf1.com/en/statistiques/constructeur/victoire/annee.aspx
7. ↑  https://www.statsf1.com/en/statistiques/constructeur/victoire/consecutive.aspx
8. ↑  https://www.statsf1.com/en/statistiques/constructeur/podium/nombre.aspx
9. ↑  https://www.statsf1.com/en/statistiques/constructeur/podium/consecutif.aspx
10. ↑  https://www.statsf1.com/en/statistiques/constructeur/pole/nombre.aspx
11. ↑  https://www.statsf1.com/en/statistiques/constructeur/pole/annee.aspx
12. ↑  https://www.statsf1.com/en/statistiques/constructeur/meilleurtour/nombre.aspx
13. ↑  Archivált másolat. [2014. október 25-i dátummal az eredetiből archiválva]. (Hozzáférés: 2014. október 11.)
14. ↑  https://www.statsf1.com/en/statistiques/constructeur/point/nombre.aspx
15. ↑  https://www.statsf1.com/en/statistiques/constructeur/point/annee.aspx
16. ↑  1954-ben Juan Manuel Fangio az első két futamot Maseratival nyerte meg, utána váltott Mercedesre, a táblázatban a Mercedesnél szerepel a szezon.
17. ↑  https://www.statsf1.com/en/statistiques/constructeur/champion/pilote.aspx
18. ↑  https://www.statsf1.com/en/statistiques/constructeur/champion/nombre.aspx
19. ↑  A felvezető kör után 14 versenyző visszalépett.
20. ↑  Századmásodperc pontosságú méréssel.
21. ↑  1955-ben eredetileg 11 futam szerepelt a versenynaptárban, de a Le Mans-i tragédia után a svájci, a német, a francia és a spanyol nagydíjat lemondták.
22. ↑  Beleszámítva a félbeszakítás miatti holtidőt is.
23. ↑  Az Amerikai Egyesült Államokban tíz pálya adott otthont Formula–1-es világbajnoki futamoknak, de nem mindegyiknek volt amerikai nagydíj a hivatalos elnevezése.